# George Alfred Lawrence
George Alfred Lawrence, född 25 mars 1827, död 23 september 1876, var en brittisk författare.
Lawrence var major och deltog på Amerikas konfedererade staters sida i nordamerikanska inbördeskriget 1861-65. Som författare framträdde Lawrence 1857 anonymt med romanen Guy Livingstone, or Thorough, som i ett blossande språk, kunnig och fintligt uppkastade alla tidens aktuella individproblem och väckte ofantligt uppseende. I sitt senare författarskap, ett 10-tal romaner använde han genomgående pseudonymen The author of Guy Livingstone.